# Tørveviol
Tørveviol (Viola epipsila), ofte skrevet tørve-viol, er en 5-20 cm høj plante i viol-familien. Arten ligner engviol, men bladene sidder som regel parvis og har stive hår på undersiden. I Danmark er tørveviol sjælden i moser, især på tørvejord.